# Alexandru Petrescu
Alexandru Petrescu (ur. 2 stycznia 1975 w Konstancy) – rumuński polityk, menedżer i bankowiec, minister gospodarki (od stycznia do lutego 2017), biznesu, handlu i przedsiębiorczości (od lutego do czerwca 2017) oraz łączności i społeczeństwa informacyjnego (2018–2019).

## Życiorys
Posiada obywatelstwo rumuńskie oraz brytyjskie. Ukończył studia z zarządzania w biznesie (BSc) na Uniwersytecie Walijskim, kształcił się w zakresie zarządzania publicznego i biznesowego na Akademii Studiów Ekonomicznych w Bukareszcie. Pracował na stanowiskach menedżerskich w Wielkiej Brytanii w firmach zajmujących się płatnościami i w bankach, był także doradcą i działaczem organizacji gospodarczych. W 2011 został wiceprezesem londyńskiego Raphaels Bank. Od 2012 kierował komisją zajmującą się prywatyzacją krajowego operatora pocztowego Poșta Română, następnie był jego dyrektorem generalnym od czerwca 2014 do grudnia 2016. W 2015 przez kilka miesięcy prezesował również przewoźnikowi kolejowemu CFR Călători, w tym samym roku był kandydatem na prezesa regulatora komunikacji elektronicznej ANCOM (jego nominację odrzucił prezydent Klaus Iohannis).
Zaangażował się w działalność polityczną w ramach Partii Socjaldemokratycznej, został wiceprzewodniczącym jej oddziału dla rumuńskiej diaspory i przewodniczącym koła w Wielkiej Brytanii. Zasiadał w gabinecie Sorina Grindeanu: od stycznia do lutego 2017 jako minister gospodarki, następnie po rekonstrukcji do czerwca 2017 jako minister ds. biznesu, handlu i przedsiębiorczości. Złożył rezygnację wraz z większością członków rządu, gdy premier utracił zaufanie swojego ugrupowania. Później przez rok kierował funduszem gwarancyjnym dla małych i średnich przedsiębiorstw. W listopadzie 2018 powołany na stanowisko ministra łączności i społeczeństwa informacyjnego w rządzie Vioriki Dăncili. Zakończył pełnienie tej funkcji wraz z całym gabinetem w listopadzie 2019.